# Bulbophyllum ecornutum
Bulbophyllum ecornutum là một loài phong lan thuộc chi Bulbophyllum.